# Sporting Challenger 2008
Lo Sporting Challenger 2008 è stato un torneo di tennis facente parte della categoria ATP Challenger Series nell'ambito dell'ATP Challenger Series 2008. Il torneo si è giocato a Torino in Italia dal 30 giugno al 6 luglio 2008 su campi in terra rossa e aveva un montepremi di €85 000+H.

## Vincitori

### Singolare
Fabio Fognini ha battuto in finale  Diego Junqueira con il punteggio di 6–3 6–1

### Doppio
Carlos Berlocq /  Frederico Gil hanno battuto in finale  Tomáš Cibulec /  Jaroslav Levinský con il punteggio di 6–4 6–3